# Route nationale 2162
Die Route nationale 2162, kurz N 2162 oder RN 2162, war eine französische Nationalstraße, die als Ortsdurchfahrt und übergangsweise an die Stelle der Route nationale 162 trat.

## Streckenverlauf
Von 1999 bis 2006 verlief die N 2162 durch das Gebiet der heutigen Gemeinde Longuenée-en-Anjou (beginnend in der Ortschaft Pruillé) als Ortsdurchfahrt durch La Membrolle-sur-Longuenée hin. Die Abstufung zur Route départementale 73 erfolgte, mit der Befahrbarkeit der Umgehungsstraße (Route départementale 775).
Von 2008 bis 2016 war ein Teilstück der Umgehungsstraße der Stadt Mayenne als N 2162 beschildert. Die Beschilderung wurde jedoch auf N 162 geändert. Die Trasse soll zukünftig die Ostumfahrung Mayennes sein.